# Моряна

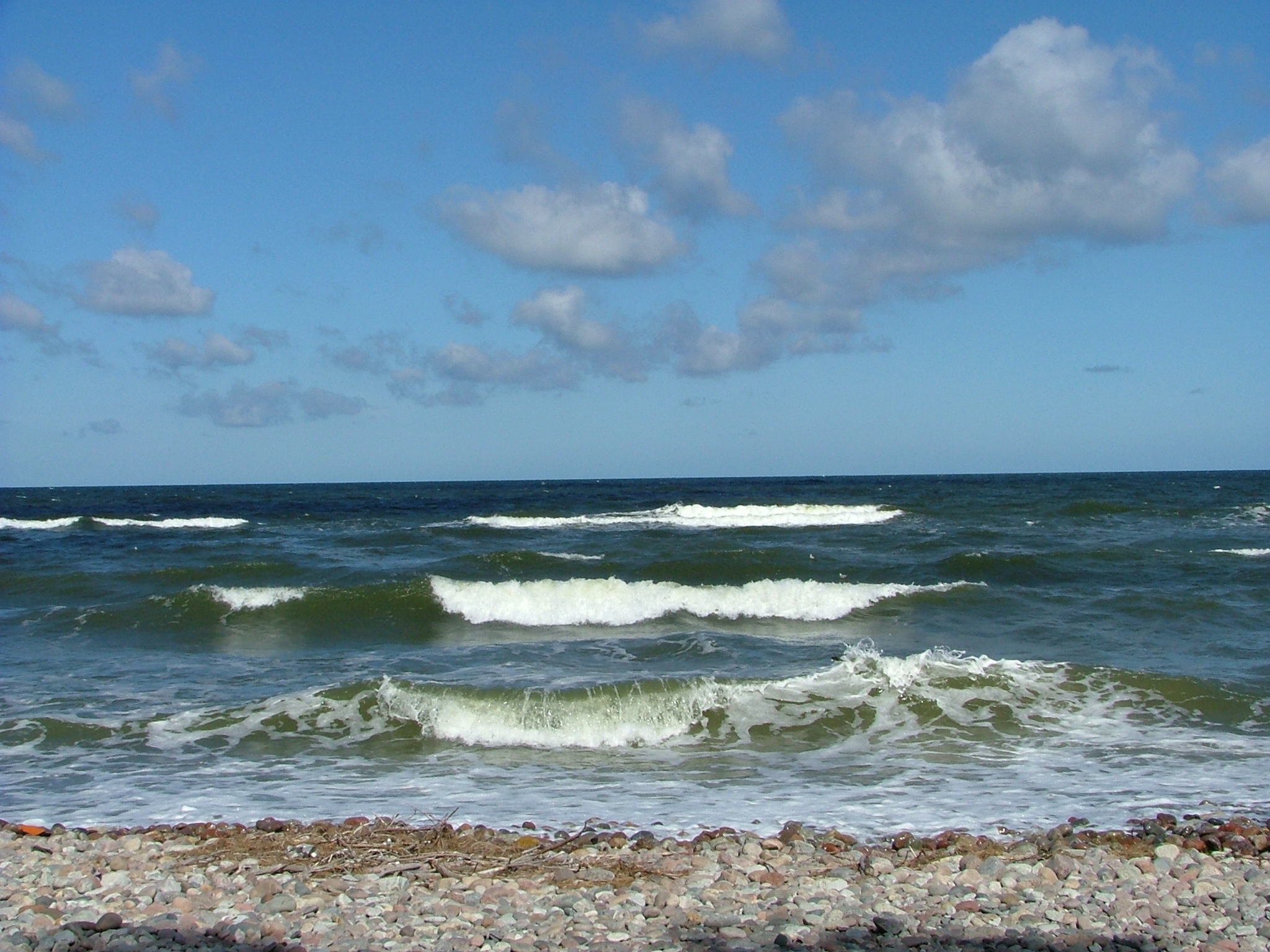
Ветер моряна

Моряна, морянка, моряной, морянник — обобщающее название различных холодных и резких ветров, дующих в направлении с моря на сушу. Как правило, такие ветры фиксируются в мелководных районах с отлогим побережьем; они нагоняют в устья рек большие массы морской воды и могут быть причиной затопления больших площадей, вызвав так называемый нагон.

## Описание
Отдельными видами местных морян могут быть юго-восточные ветры на Каспийском море, северные на Белом, западные в Прибалтике. Например, на Каспии моряной называется низовой ветер, который дует осенью и весной со скоростью 10—15 м/с вверх по долине реки Волги из низовий Каспийского моря. Его влияние может ощущаться вверх по реке за пределами Волгограда, а продолжительность может достигать двух недель. Известно, что он нагоняет рыбу в рукава Волги и её устье, а также угнетающе действует на растительный покров из-за своей сухости и теплоты. Сильные ветра подобного характера наблюдаются в городах Актау и Махачкале, где их длительность достигает 200 дней в году. В Астрахани и Волгограде под словом «моряна» иногда понимается сильный южный ветер (южак). 
На побережьях северных морей СССР моряной называются северные ветра, нагоняющие рыбные косяки в прибрежные районы. 
В литовском городе Паланга под определение моряны попадает западный ветер, который преобладает круглый год.
Под понятием моряна также фигурирует поваренная соль, выпариваемая из морской воды.